# اوراتزیو فیدانی
اوراتزیو فیدانی (انگلیسی: Orazio Fidani; ۱ ژانویهٔ ۱۶۱۰ – ۲ ژانویهٔ ۱۶۵۶) نقاش بود.